# Liste der Tomatensorten/K
Erläuterungen und Quellen: Siehe Hauptartikel!
| Tomatensorte                                                       | Bild | Beschreibung | Quellen                   |
| ------------------------------------------------------------------ | ---- | --- | ------------------------- |
| K 133                                                              |      | Züchter: Ishimura Eiji, Sayama Haruki, Kudo Yasuo, Ichihashi Eiji, Ishikura Harutomo | j, o                      |
| K 143                                                              |      | Züchter: Ishimura Eiji, Sayama Haruki, Kudo Yasuo, Ichihashi Eiji, Ishikura Harutomo | j, o                      |
| K 2                                                                |      | | j, o                      |
| K 25-62                                                            |      | | e                         |
| K 54-68                                                            |      | | e                         |
| K 54-70                                                            |      | | e                         |
| K 54-71                                                            |      | | e                         |
| K 54-84                                                            |      | | e                         |
| K 928                                                              |      | Herkunft: Ungarn | g, h                      |
| Kabiria                                                            |      | | j                         |
| Kabrera                                                            |      | Züchter: Hm Clause Sa | j                         |
| Kabul                                                              |      | | j                         |
| Kabyla                                                             |      | Züchter: De Ruiter Seeds | j, o                      |
| Kada                                                               |      | | k                         |
| Kadet                                                              |      | Züchter: Ognev Valerij Vladimirovich, Klimenko Nikolaj Nikolaevich, Kostenko Aleksandr Nikolaevich, Sergeev Vladimir Valerievich | j                         |
| Kadiak                                                             |      | | j                         |
| Kadima                                                             |      | | j                         |
| Kador                                                              |      | | j                         |
| Kadril                                                             |      | Züchter: Ignatova Svetlana Ilyinichna, Gorshkova Nina Sergeevna, Tereshonkova Tatiyana Arkadievna | j                         |
| Kage                                                               |      | | j                         |
| Kagome 00 4                                                        |      | | j                         |
| Kagome 77                                                          |      | | j                         |
| Kagome 931                                                         |      | | j                         |
| Kagun                                                              |      | | j                         |
| Kagyoku                                                            |      | Züchter: Yamakawa Kunio, Kuniyasu Katsuto, Yasui Hideo, Kuriyama Takashi, Mochizuki Tatsuya, Komochi Shoji, Hida Kenichi | j, o                      |
| Kahraman                                                           |      | | j                         |
| Kaido                                                              |      | | j                         |
| Kaiser                                                             |      | Züchter: Rijk Zwaan Zaadteelt En Zaadhandel B.V. | j, o                      |
| Kaisergold                                                         |      | | c                         |
| Kaiserin Sissi                                                     |      | | c, n                      |
| Kak Na Podbor                                                      |      | Züchter: Kudryashov Andrej Vasilievich | j                         |
| Kakao                                                              |      | Züchter: Gautier Semences Sas (Fr) | j                         |
| Kaki                                                               |      | | c, g, h                   |
| Kaki Coeur                                                         |      | | c, d                      |
| Kaki Koing (oder: Kaki Coing)                                      |      | | c, d, e, f, g, h, k, m    |
| Kalanda                                                            |      | Züchter: Zeraim Gedera Ltd. | j, o                      |
| Kalash                                                             |      | Züchter: Gavrish Sergej Fedorovich, Morev Viktor Vasilievich, Amcheslavskaya Elena Valentinovna, Volok Olga Anatolievna, Gladkov Dmitrij Sergeevich, Vasilieva Margarita Yurievna | j                         |
| Kalcyt                                                             |      | Züchter: Plantico Hodowla I Nasiennictwo Ogrodnicze Zielonki Sp. Z O.O. | j                         |
| Kale                                                               |      | | j                         |
| Kaleidoscopic Jewel                                                |      | | c, d                      |
| Kalibr                                                             |      | Züchter: Gavrish Sergej Fedorovich, Dubinin Sergej Vladimirovich | j                         |
| Kalifornia (oder: Kaliforniya)                                     |      | Züchter: Gavrish Sergej Fedorovich | j, n                      |
| Kalifornia Ilse                                                    |      | | c                         |
| Kalil                                                              |      | | j, o                      |
| Kalimas                                                            |      | Züchter: Zeraim Gedera Ltd. | j, o                      |
| Kalimba                                                            |      | Züchter: Graines Gautier Sa (Fr) | a, g, h, j                |
| Kalimero                                                           |      | Züchter: S.A.I.S. Societá Agricola Italiana Sementi | j                         |
| Kalina                                                             |      | Züchter: Hristo Atanasov Georgiev, Chavdar Hristov Georgiev | j                         |
| Kalinka                                                            |      | Züchter: Respublikanskoe Nauchno Proizvodstvennoe Dochernee, Unitarnoe Predpriiatie Institut Ovoshchevodstva, 220028, G.Minsk, Ul.Maiakovskogo, 127A, Belarus | c, d, j, n, o             |
| Kalinka-Malinka                                                    |      | Züchter: Dederko Vladimir Nikolaevich, Postnikova Tatiyana Nikolaevna | j                         |
| Kalipro                                                            |      | Züchter: Vilmorin S.A. | j, o                      |
| Kalisti                                                            |      | | j                         |
| Kalita                                                             |      | Züchter: Gavrish Sergej Fedorovich, Morev Viktor Vasilievich, Amcheslavskaya Elena Valentinovna, Volok Olga Anatolievna | j                         |
| Kalite                                                             |      | | j                         |
| Kalixo                                                             |      | Züchter: Gautier Semences Sas (Fr) | j                         |
| Kallifabi                                                          |      | Züchter: Graines Voltz (Fr) | j                         |
| Kallio                                                             |      | | d                         |
| Kalloni                                                            |      | Züchter: Hazera Genetics | j, o                      |
| Kallymero                                                          |      | Züchter: S.A.I.S. Societá Agricola Italiana Sementi | j, o                      |
| Kallyspera                                                         |      | Züchter: S.A.I.S. Societá Agricola Italiana Sementi | j                         |
| Kalman's Hungarian Pink                                            |      | | c, d, e, f, g, h, k       |
| Kalman's Hungarian Red                                             |      | | d                         |
| Kalohi                                                             |      | | g, h                      |
| Kalroma                                                            |      | | j                         |
| Kalvert                                                            |      | | j                         |
| Kaly                                                               |      | Züchter: Seminis Vegetable Seeds-Holland Bv (Nl) | j                         |
| Kalyma                                                             |      | Züchter: De Ruiter Seeds | j, o                      |
| Kama                                                               |      | Züchter: Plantico Hodowla I Nasiennictwo Ogrodnicze Swietoslaw Sp. Z O.O. | g, h, j                   |
| Kama 2                                                             |      | Züchter: Plantico Hodowla I Nasiennictwo Ogrodnicze Swietoslaw Sp. Z O.O. | j                         |
| Kamara                                                             |      | | j                         |
| Kamarina                                                           |      | Züchter: Bio-Obtention (Fr) | j                         |
| Kamatis Tagalog                                                    |      | | d                         |
| Kamatla                                                            |      | | j                         |
| Kamba                                                              |      | | j                         |
| Kamchatka                                                          |      | Züchter: Gavrish Sergej Fedorovich, Morev Viktor Vasilievich, Amcheslavskaya Elena Valentinovna, Volok Olga Anatolievna | j                         |
| Kamel                                                              |      | | j                         |
| Kamena Geo                                                         |      | Züchter: Hristo Georgiev, Chavdar Georgiev | j                         |
| Kamenari                                                           |      | Züchter: Alekseev Yurij Borisovich | j                         |
| Kamennyi Tsvetok                                                   |      | | c, d                      |
| Kamenta                                                            |      | | j                         |
| Kameya                                                             |      | Züchter: Skvortsova Rufina Vasilievna, Kondratieva Irina Yurievna, Gurkina Lyubov' Kirillovna | j                         |
| Kamila                                                             |      | | j                         |
| Kamila Bzp                                                         |      | Züchter: Bejo Zaden Poland Sp. Z O.O. | j                         |
| Kamonio                                                            |      | | j                         |
| Kamonium                                                           |      | | j                         |
| Kampala                                                            |      | Züchter: Western Seed España, S.A. | j, o                      |
| Kamu                                                               |      | | j                         |
| Kamuka                                                             |      | | j                         |
| Kanaan                                                             |      | | c, n                      |
| Kanare                                                             |      | Züchter: Yamaguchi Hisao, Sakurai Yozo, Moriwaki Koji, Suzuki Tomohiro, Sugawara Shinji, Yamada Kaneo, Ito Katsumi, Takei Akio, Yamashita Fumiaki, Otake Yoshisato | j, o                      |
| Kanarische Fleischtomate                                           |      | | c                         |
| Kanary                                                             |      | Züchter: Gubko Valentina Nikolaevna, Kamanin Andrej Aleksandrovich | j                         |
| Kanauss Oxheart                                                    |      | | c, d                      |
| Kanavaro                                                           |      | Züchter: Enza Zaden Beheer B.V. | j, o                      |
| Kandys                                                             |      | Züchter: Sakata Seed Corporation (Jp) | j                         |
| Kang Bing                                                          |      | | c                         |
| Kang Bing 1                                                        |      | | d                         |
| Kang Hong                                                          |      | | c, d                      |
| Kangaroo Paw Brown                                                 |      | | d                         |
| Kangaroo Paw Green                                                 |      | | d                         |
| Kangaroo Paw Yellow                                                |      | | d                         |
| Kanka                                                              |      | | j                         |
| Kanna 218                                                          |      | Züchter: Monsanto Holland B.V. | j                         |
| Kanner Hoell                                                       |      | | c, d                      |
| Kanopus                                                            |      | Züchter: Hristov Yurij Akimovich, Domanskaya Majya Konstantinovna, Gubko Valentina Nikolaevna, Zalivakina Valentina Fedorovna, Kamanin Andrej Aleksandrovich | c, d, j                   |
| Kanpuku                                                            |      | | j                         |
| Kansas                                                             |      | | j                         |
| Kansas Depression                                                  |      | | c, d                      |
| Kantara                                                            |      | Züchter: Graines Voltz (Fr) | j, o                      |
| Kantona                                                            |      | | j                         |
| Kanyon N                                                           |      | | j                         |
| Kanzas                                                             |      | Züchter: Ivanov Evgenij Aleksandrovich | j                         |
| Kaori                                                              |      | Züchter: Hazera Seeds Ltd. | j, o                      |
| Kapadokya                                                          |      | | j                         |
| Kapile                                                             |      | | j                         |
| Kapis                                                              |      | | d                         |
| Kapitan                                                            |      | Züchter: Ognev Valerij Vladimirovich, Maksimov Sergej Vasilievich, Klimenko Nikolaj Nikolaevich, Kostenko Aleksandr Nikolaevich | j                         |
| Kapitano                                                           |      | | j                         |
| Kapiya                                                             |      | Züchter: Gavrish Sergej Fedorovich, Kapustina Raisa Nikolaevna, Gladkov Dmitrij Sergeevich, Volkov Aleksandr Aleksandrovich, Semenova Anna Nikolaevna, Artemieva Galina Mihajlovna, Filimonova Yuliya Alekseevna                                                                                           | j                         |
| Kapiya Rozovaya                                                    |      | Züchter: Gavrish Sergej Fedorovich, Kapustina Raisa Nikolaevna, Gladkov Dmitrij Sergeevich, Volkov Aleksandr Aleksandrovich, Semenova Anna Nikolaevna, Artemieva Galina Mihajlovna, Filimonova Yuliya Alekseevna                                                                                           | j                         |
| Kaplan                                                             |      | | j                         |
| Kaplya                                                             |      | Züchter: Patsuriya Dzheneri Vladimirovich, Nazina Sofiya Luisovna, Andreev Yurij Mihajlovich | j                         |
| Kaponet                                                            |      | Züchter: Syngenta Seeds B.V. | j                         |
| Kappa                                                              |      | Züchter: L. Daehnfeldt A/S | j                         |
| Kapral                                                             |      | Züchter: Tarasov Yurij Dmitrievich | j                         |
| Karadan                                                            |      | Züchter: Institute Of Vegetable Crops(Rs) | j                         |
| Karaganda                                                          |      | | c, e, m                   |
| Karakaya Rn                                                        |      | | j                         |
| Karaköy                                                            |      | | j                         |
| Karakter                                                           |      | | j                         |
| Karalis                                                            |      | | j                         |
| Karamel                                                            |      | Züchter: Hazera Seeds B.V. | j                         |
| Karamel Krasnaia                                                   |      | Züchter: Ooo Agrofirma Sedek, 113556, G.Moskva, Ul.Fruktovaia, D.1, Str.A, Russia | j, o                      |
| Karamel Zheltaia                                                   |      | Züchter: Ooo Agrofirma Sedek, 113556, G.Moskva, Ul.Fruktovaia, D.1, Str.A, Russia | j, o                      |
| Karamel' Krasnaya                                                  |      | Züchter: Lukiyanenko Anatolij Nikitovich, Dubinin Sergej Vladimirovich, Dubinina Irina Nikolaevna | j                         |
| Karamel' Zheltaya                                                  |      | Züchter: Lukiyanenko Anatolij Nikitovich, Dubinin Sergej Vladimirovich, Dubinina Irina Nikolaevna | j                         |
| Karamel'Ka                                                         |      | Züchter: Kashnova Elena Vasilievna, Andreeva Nadezhda Nikolaevna, Stolbova Tatiyana Mihajlovna, Kotel'Nikova Marina Aleksandrovna | j                         |
| Karasuta                                                           |      | | j                         |
| Karat                                                              |      | Züchter: Avdeev Yurij Ivanovich, Kigashpaeva Olga Petrovna, Ivanova Lyudmila Mihajlovna, Avdeev Andrej Yurievich | j                         |
| Karatos                                                            |      | | j                         |
| Kardelen 1                                                         |      | | j                         |
| Kardia                                                             |      | Züchter: Syngenta Crop Protection Ag | j, o                      |
| Kardia Karpos                                                      |      | | d                         |
| Kardinal                                                           |      | Züchter: Andreeva Evgeniya Nikolaevna, Sysina Elena Artemievna, Nazina Sofiya Luisovna, Bogdanov Kirill Borisovich | c, d, j, o                |
| Kardinál                                                           |      | | j                         |
| Kardinal Mazarini                                                  |      | | f                         |
| Kardinal Scheltji                                                  |      | | c                         |
| Kardinal Tchyornyi                                                 |      | | c, d                      |
| Kardinal Zheltyi                                                   |      | | d                         |
| Kardinalstomate                                                    |      | | n                         |
| Karelya                                                            |      | Züchter: Syngenta Participations Ag | j, o                      |
| Karena                                                             |      | Züchter: Produkcja I Hodowla Roslin Ogrodniczych Krzeszowice Sp. Z O.O. | j                         |
| Kargo                                                              |      | Züchter: Esasem Spa | j                         |
| Kariatis                                                           |      | Züchter: Hazera Genetics | j, o                      |
| Karibe                                                             |      | | j                         |
| Karina                                                             |      | Züchter: Bejo Zaden B.V. | j                         |
| Karina Pancheva                                                    |      | Züchter: Panchev Yurij Ivanovich, Panchev Yurij Yurievich | j                         |
| Karine                                                             |      | | j                         |
| Karino                                                             |      | | c, d, g, h, j             |
| Karisma                                                            |      | Züchter: Western Seed España, S.A. | j, o                      |
| Karissa                                                            |      | Züchter: Semillas Almeria I+D, S.L. | j, o                      |
| Karite                                                             |      | Züchter: Enza Zaden B.V. | j, o                      |
| Karizma (oder: Mt 1027)                                            |      | | j                         |
| Karla                                                              |      | Züchter: Western Seed España, S.A. | j                         |
| Karlik                                                             |      | | g, h                      |
| Karlita                                                            |      | Züchter: Golden West Seed Research Co. | j                         |
| Karlson                                                            |      | | c                         |
| Karlusha                                                           |      | Züchter: Andreeva Evgeniya Nikolaevna, Sysina Elena Artemievna, Nazina Sofiya Luisovna, Bogdanov Kirill Borisovich, Ushakova Mariya Ivanovna | j                         |
| Karma Apricot                                                      |      | Züchter: Karen Olivier, Marsha Eisenberg | p                         |
| Karma Miracle                                                      |      | Züchter: Karen Olivier, Marsha Eisenberg | p                         |
| Karma Peach                                                        |      | Züchter: Karen Olivier, Marsha Eisenberg | p                         |
| Karma Pink                                                         |      | Züchter: Karen Olivier, Marsha Eisenberg | p                         |
| Karma Purple                                                       |      | Züchter: Karen Olivier, Marsha Eisenberg | p                         |
| Karma Purple Multiflora                                            |      | Züchter: Karen Olivier, Marsha Eisenberg | p                         |
| Karmelita                                                          |      | Züchter: Tarasov Yurij Dmitrievich | j                         |
| Karmen                                                             |      | Züchter: Gavrish Sergej Fedorovich, Morev Viktor Vasilievich, Amcheslavskaya Elena Valentinovna, Volok Olga Anatolievna, Vasilieva Margarita Yurievna | j                         |
| Karmina                                                            |      | Züchter: D. Ganeva, G. Pevicharova, I. Nikolova | j                         |
| Karnak                                                             |      | | j                         |
| Karnaval                                                           |      | Züchter: Strel'Nikova Tamara Romanovna, Blinova Tatiyana Pavlovna, Manzhulina Lyubov' Anatolievna | j, o                      |
| Kärntner Riesen                                                    |      | | n                         |
| Karolewskij                                                        |      | | m                         |
| Karoon                                                             |      | | j                         |
| Karos                                                              |      | Züchter: Domaine Public (Fr) | c, d, f, j                |
| Karotinka                                                          |      | Züchter: Kozak Vladimir Ivanovich, Meshkov Aleksej Viktorovich, Samojlova Rasima Midhatovna, Pustovalova Svetlana Valentinovna | j                         |
| Kartier                                                            |      | Züchter: Clause - Tezier (Fr) | j                         |
| Kartofelnji Malinowji                                              |      | | c, d                      |
| Kartoffelblättrige Hohe                                            |      | | n                         |
| Kartoffelblättrige Tiefgefurchte                                   |      | | n                         |
| Kartush                                                            |      | Züchter: Gavrish Sergej Fedorovich, Morev Viktor Vasilievich, Amcheslavskaya Elena Valentinovna, Volok Olga Anatolievna | j, o                      |
| Karyno                                                             |      | | j                         |
| Karzelek Chodowski                                                 |      | | g, h                      |
| Karzelek Pulawski                                                  |      | | g, h                      |
| Kasachstan                                                         |      | | c, d                      |
| Kasachstan Det                                                     |      | | c, d, e, g, h             |
| Kasachstan Grüne Flasche                                           |      | | c, d, g, h                |
| Kasachstan Haefele                                                 |      | | n                         |
| Kasachstan Haefeler                                                |      | | c                         |
| Kasachstan Herz                                                    |      | | c, e, g, h                |
| Kasachstan I                                                       |      | | c                         |
| Kasachstan I Von Galina                                            |      | | d                         |
| Kasachstan II                                                      |      | | c                         |
| Kasachstan Orange                                                  |      | | e, g, h                   |
| Kasachstan Riese                                                   |      | | c, d, e, g, h, n          |
| Kasachstan Rote Flasche                                            |      | | b, c, e, g, h             |
| Kasachstan Rote Pflaume                                            |      | | e, g, h                   |
| Kasachstan Rubin                                                   |      | | b, c, d, e, f, g, h, n    |
| Kasachstanskije                                                    |      | | c                         |
| Kasado                                                             |      | | j                         |
| Kasatik                                                            |      | Züchter: Gavrish Sergej Fedorovich, Amcheslavskaya Elena Valentinovna, Kapustina Raisa Nikolaevna, Artemieva Galina Mihajlovna, Filimonova Yuliya Alekseevna, Redichkina Tatiyana Aleksandrovna, Kibanova Nataliya Alekseevna                                                                              | j                         |
| Kashtanka                                                          |      | Züchter: Dederko Vladimir Nikolaevich, Postnikova Olga Valentinovna | j                         |
| Kasillas                                                           |      | Züchter: Capital Genetic Ebt, S.L. | j, o                      |
| Kaskad                                                             |      | Züchter: Kamanin Andrej Aleksandrovich | j                         |
| Kaskader                                                           |      | Züchter: Avdeev Yurij Ivanovich, Kigashpaeva Olga Petrovna, Ivanova Lyudmila Mihajlovna, Avdeev Andrej Yurievich | j                         |
| Kaspar 2                                                           |      | Züchter: Lukiyanenko Anatolij Nikitovich, Dubinin Sergej Vladimirovich, Dubinina Irina Nikolaevna | j                         |
| Kasper                                                             |      | Züchter: Potapov Pavel Nikolaevich, Zizina Yana Fedorovna | j                         |
| Kaspian                                                            |      | Züchter: Nunhems B.V. | j, o                      |
| Kaspiets                                                           |      | Züchter: Avdeev Yurij Ivanovich, Kigashpaeva Olga Petrovna, Ivanova Lyudmila Mihajlovna, Avdeev Andrej Yurievich | j                         |
| Kaspij                                                             |      | Züchter: Kondratieva Irina Yurievna, Avdeev Yurij Ivanovich, Shcherbinin Boris Matveevich, Ivanova Elena Ivanovna | j                         |
| Kassa                                                              |      | Züchter: Monsanto Holland B.V. | j                         |
| Kassiopeya                                                         |      | Züchter: Gorshkova Nina Sergeevna, Hovrin Aleksandr Nikolaevich, Tereshonkova Tatiyana Arkadievna, Klimenko Nikolaj Nikolaevich | j                         |
| Kastalia                                                           |      | Züchter: Asgrow (It) | j, o                      |
| Kastor                                                             |      | Züchter: Plantico Hodowla I Nasiennictwo Ogrodnicze Zielonki Sp. Z O.O. | g, h, j                   |
| Kastorias                                                          |      | | c                         |
| Kasuga                                                             |      | | c, d                      |
| Kataisa                                                            |      | Züchter: Seminis Veget.Seeds Inc | j, o                      |
| Katalina                                                           |      | Züchter: Zeraim Gedera Ltd. | j, o                      |
| Katar                                                              |      | Züchter: Seminis Veget.Seeds Inc | j, o                      |
| Katasia                                                            |      | Züchter: Seminis Veget.Seeds Inc | j                         |
| Katen'Ka                                                           |      | Züchter: Lukiyanenko Anatolij Nikitovich, Dubinin Sergej Vladimirovich, Dubinina Irina Nikolaevna | j                         |
| Katerina                                                           |      | Züchter: Grati, Maria, Md, Uralet, Ludmila, Md, Grati, Vasile, Md, Jacota, Anatol, Md | j, o                      |
| Kathis Großes Herz                                                 |      | | c                         |
| Katia                                                              |      | Züchter: Tezier Sa (Fr) | j                         |
| Katie Bell                                                         |      | Züchter: Nanto Seed Co Ltd. | j                         |
| Katinka                                                            |      | | b, c, d, e, f, g, h, j    |
| Katiusha                                                           |      | Züchter: Selekcijos Ir Seklininkystes Firma „Manul“ | j, o                      |
| Katja                                                              |      | Züchter: Western Seed International B.V. | c, d, j, o                |
| Katjas Cocktaileiertomate                                          |      | | c                         |
| Katjas Herz                                                        |      | | n                         |
| Katon                                                              |      | Züchter: Diamond Seeds, S.L. | j, o                      |
| Katrin                                                             |      | | j                         |
| Katrina                                                            |      | Züchter: Myazina Lyubov' Anatolievna | c, g, h, j                |
| Katy Rose                                                          |      | Züchter: Hm Clause Sa | j                         |
| Katya                                                              |      | Züchter: Alekseev Yurij Borisovich, Balabanyuk Sergej Vitalievich | j                         |
| Katyro                                                             |      | Züchter: Yuksel Seeds Ltd. | j                         |
| Katyusha                                                           |      | Züchter: Borisov Aleksandr Vladimirovich, Nalizhityj Vladimir Maksimovich, Skachko Vladislav Aleksandrovich, Zhemchugov Dmitrij Vyacheslavovich | j                         |
| Kaucana                                                            |      | Züchter: Hazera Genetics | j, o                      |
| Kaukasische Liane                                                  |      | | e, f                      |
| Kaukasustomate Dali                                                |      | | c                         |
| Kaukasustomate Nato                                                |      | | c                         |
| Kaukasustomate Sasa                                                |      | | c                         |
| Kaval'Kada                                                         |      | Züchter: Ignatova Svetlana Ilyinichna, Gorshkova Nina Sergeevna, Tereshonkova Tatiyana Arkadievna | j                         |
| Kavaler                                                            |      | Züchter: Mamedov Mubariz Isa Ogly, Kachajnik Vladimir Georgievich, Gul'Kin Mihail Nikolaevich | c, d, j                   |
| Kavalergard                                                        |      | Züchter: Ignatova Svetlana Ilyinichna, Gorshkova Nina Sergeevna, Tereshonkova Tatiyana Arkadievna | j                         |
| Kavalerovo Chinese                                                 |      | | c, d                      |
| Kavkaskaja Liana                                                   |      | | c, g, h                   |
| Kavkaz                                                             |      | Züchter: Institut Za Ratarstvo I Povratarstvo | j                         |
| Kavkazskiy Velikan                                                 |      | | c, d                      |
| Kawthar                                                            |      | | j                         |
| Kay's White                                                        |      | | c, d                      |
| Kaya                                                               |      | | j                         |
| Kayoyi                                                             |      | | g, h                      |
| Kayra A 1046                                                       |      | | j                         |
| Kaytan                                                             |      | | j                         |
| Kazach's                                                           |      | | g, h                      |
| Kazachka                                                           |      | Züchter: Dederko Vladimir Nikolaevich, Postnikova Olga Valentinovna | c, d, j                   |
| Kazachka Cherry Purple                                             |      | | c, d                      |
| Kazachka Mini Beef                                                 |      | | c, d                      |
| Kazakh Schalavije                                                  |      | | c, d, e, g, h             |
| Kazakhskaya Sliva                                                  |      | | c, e                      |
| Kazakhstan Giant                                                   |      | | d                         |
| Kazakhstan Heart                                                   |      | | d                         |
| Kazakhstanskie                                                     |      | | d                         |
| Kazan                                                              |      | | j                         |
| Kazanova                                                           |      | Züchter: Dederko Vladimir Nikolaevich | j                         |
| Kazhak Schalavije                                                  |      | | m                         |
| Kbx                                                                |      | | c, d, e                   |
| Kdu 821                                                            |      | | j                         |
| Ke'Ndi                                                             |      | Züchter: Gavrish Sergej Fedorovich, Aleksandrov Mihail Aleksandrovich | j                         |
| Ke'Trin                                                            |      | Züchter: Tarasov Yurij Dmitrievich | j                         |
| Kecskemét                                                          |      | | g, h                      |
| Kecskemét X Rutgers                                                |      | | f, g, h                   |
| Kecskemetei Kokai                                                  |      | | c                         |
| Kecskeméti                                                         |      | | g, h                      |
| Kecskemeti 1                                                       |      | | n                         |
| Kecskeméti 262                                                     |      | | j                         |
| Kecskeméti 3                                                       |      | | j                         |
| Kecskemeti 3-08                                                    |      | | f                         |
| Kecskeméti 407                                                     |      | Züchter: Zki, H | j                         |
| Kecskeméti 549                                                     |      | Züchter: Zki, H | j                         |
| Kecskemeti 700                                                     |      | | j                         |
| Kecskemeti 815                                                     |      | | j                         |
| Kecskeméti Det. San Marzano                                        |      | | g, h                      |
| Kecskeméti Export                                                  |      | | g, h, j                   |
| Kecskeméti Heterozis                                               |      | | g, h                      |
| Kecskeméti I                                                       |      | | g, h                      |
| Kecskeméti Jubiläum (oder: Kecskeméti Jubileum)                    |      | Züchter: Zki, H | c, f, d, g, h, j          |
| Kecskeméti Konserv                                                 |      | | g, h, j                   |
| Kecskeméti Korai Bibor                                             |      | | f, g, h                   |
| Kecskeméti Merevszaru                                              |      | | g, h                      |
| Kecskeméti Tárolási                                                |      | | j                         |
| Kecskeméti Törpe                                                   |      | | g, h                      |
| Kecskeméti Zömök                                                   |      | | c, g, h                   |
| Keeping Tom                                                        |      | | c, d                      |
| Keepsake                                                           |      | | k                         |
| Kegel                                                              |      | | c                         |
| Keira                                                              |      | Züchter: Hazera Genetics | j                         |
| Keita                                                              |      | Züchter: Syngenta Crop Protection Ag | j, o                      |
| Kelleher's Oxheart                                                 |      | | c, d, e                   |
| Kelley's Pink German                                               |      | | c, d                      |
| Kelli's Heart                                                      |      | | c, d                      |
| Kellogg's Breakfast                                                |      | Züchter: Domaine Public (Fr) | c, d, e, f, g, h, j, k, m |
| Kellogg's West Virginia                                            |      | | m                         |
| Kelly                                                              |      | Züchter: S&G Seeds B.V. | j, o                      |
| Kelly's Star                                                       |      | | d                         |
| Kemerit                                                            |      | | j, o                      |
| Kemerit Rz                                                         |      | | j                         |
| Kemerovets                                                         |      | Züchter: Kashnova Elena Vasilievna, Andreeva Nadezhda Nikolaevna, Dederko Vladimir Nikolaevich, Stolbova Tatiyana Mihajlovna | j                         |
| Kempes                                                             |      | Züchter: Enza Zaden Beheer B.V. | j                         |
| Kena                                                               |      | Züchter: Geosem Select Ltd. | j, o                      |
| Kenanh                                                             |      | | j, o                      |
| Kenanh F1                                                          |      | Züchter: Enza Zaden | j, k                      |
| Kendall                                                            |      | Züchter: Hazera Seeds | j, o                      |
| Kendo                                                              |      | Züchter: Isi Sementi Spa | j                         |
| Kendras                                                            |      | Züchter: Degreef Paul | j, o                      |
| Kenema                                                             |      | Züchter: Axia Vegetable Seeds B.V. | j                         |
| Kenig                                                              |      | Züchter: Dubinin Sergej Vladimirovich, Kirillov Mihail Ivanovich, Dubinina Irina Nikolaevna | j                         |
| Kenigsberg                                                         |      | Züchter: Dederko Vladimir Nikolaevich, Yabrov Aleksandr Alekseevich, Postnikova Olga Valentinovna | j                         |
| Kennedy                                                            |      | | o                         |
| Kennington's Big Red                                               |      | | c, d, k                   |
| Kenosha Paste                                                      |      | | c, d                      |
| Kenraken Niwasokoten Onon'Onsera'Ko:Wa                             |      | | d                         |
| Kensa                                                              |      | Züchter: Nahum Kedar | j, o                      |
| Kent                                                               |      | | j                         |
| Kentaro                                                            |      | | j                         |
| Kentavr                                                            |      | Züchter: Ignatova Svetlana Ilyinichna, Gorshkova Nina Sergeevna, Moskvicheva Vera Timofeevna | j                         |
| Kentish Droplet                                                    |      | Züchter: J R Cuthbertson | j, o                      |
| Kentom 223 F1 Hybrid                                               |      | Züchter: Michael N. Ngugi | j, o                      |
| Kentucky Beefsteak                                                 |      | | c, d, k                   |
| Kentucky Beefsteak Yellow                                          |      | | d                         |
| Kentucky Cabin Yellow                                              |      | | d                         |
| Kentucky Light Yellow                                              |      | | c, d                      |
| Kentucky Pineapple                                                 |      | | d                         |
| Kentucky Pink Stamper                                              |      | | d                         |
| Kentucky Plate                                                     |      | | c, d, e, e, g, h          |
| Kentucky Potato Leaf                                               |      | | d                         |
| Kentucky Striped                                                   |      | | c, d                      |
| Kentucky Wonder                                                    |      | | c, d                      |
| Kenzo                                                              |      | | j                         |
| Keoga                                                              |      | Züchter: Zeraim Gedera Ltd. | j, o                      |
| Keops                                                              |      | | j                         |
| Keplero                                                            |      | | j                         |
| Kerala                                                             |      | | j                         |
| Kerasma                                                            |      | Züchter: Rijk Zwaan Zaadteelt En Zaadhandel B.V. | j, o                      |
| Keren                                                              |      | Züchter: Agricultural Research Organization, Volcani Center (Il) | j                         |
| Kéren                                                              |      | | j                         |
| Kerickove                                                          |      | | c                         |
| Kerim                                                              |      | | j                         |
| Kermit                                                             |      | Züchter: Hild Samen GmbH | c, d, j                   |
| Kero                                                               |      | Züchter: Esasem Spa. (It) | j                         |
| Kéro                                                               |      | | j                         |
| Kerrico                                                            |      | Züchter: Zeta Seeds, S.L. | j, o                      |
| Kersi                                                              |      | Züchter: Western Seed España, S.A. | j, o                      |
| Kervan 9T6092                                                      |      | | j                         |
| Kesaria                                                            |      | Züchter: Yissum Research Dept.Comp. Of | j, o                      |
| Kestrel                                                            |      | | j                         |
| Keszthelyi Bötermö                                                 |      | | g, h                      |
| Ketchup                                                            |      | | c                         |
| Kevade                                                             |      | Züchter: H. Remmelg, Trummi 6-7, Tallinn | j                         |
| Kevric                                                             |      | | j                         |
| Kewalo                                                             |      | | d, k                      |
| Kewell                                                             |      | Züchter: Syngenta Participations Ag | j                         |
| Kex 449                                                            |      | Züchter: Naoki Matsuda | j, o                      |
| Key Largo                                                          |      | | j                         |
| Kgm 011                                                            |      | Züchter: Ito Hirotaka, Hosoi Katsutoshi | j, o                      |
| Kgm 012                                                            |      | Züchter: Ito Hirotaka, Hosoi Katsutoshi | j, o                      |
| Kgm 013                                                            |      | Züchter: Ito Hirotaka, Yogo Katsumi | j, o                      |
| Kgm 021                                                            |      | Züchter: Nakata Kengo, Hosoi Katsutoshi | j, o                      |
| Kgm 022                                                            |      | Züchter: Ito Hirotaka, Hosoi Katsutoshi | j, o                      |
| Kgm 031                                                            |      | Züchter: Yamaoka Hirokazu, Hosoi Katsutoshi | j, o                      |
| Kgm 032                                                            |      | Züchter: Nakamura Kosuke, Yamaoka Hirokazu, Hosoi Katsutoshi | j, o                      |
| Kgm 041                                                            |      | Züchter: Ito Hirotaka, Hosoi Katsutoshi | j, o                      |
| Kgm 042                                                            |      | Züchter: Ito Hirotaka, Hosoi Katsutoshi | j, o                      |
| Kgm 043                                                            |      | Züchter: Ito Hirotaka, Hosoi Katsutoshi | j, o                      |
| Kgm 051                                                            |      | Züchter: Ito Hirotaka, Hosoi Katsutoshi, Yui Susumu, Kataoka Sono, Okamoto Kiyoshi, Matsunaga Hiroshi | j, o                      |
| Kgm 052                                                            |      | Züchter: Nakamura Kosuke, Hosoi Katsutoshi | j, o                      |
| Kgm 061                                                            |      | Züchter: Asano Satoshi, Nakamura Kosuke, Hosoi Katsutoshi | j, o                      |
| Kgm 062                                                            |      | Züchter: Kimbara Junji, Ito Hirotaka, Hosoi Katsutoshi | j, o                      |
| Kgm 071                                                            |      | Züchter: Kimbara Junji, Ito Hirotaka, Hosoi Katsutoshi | j, o                      |
| Kgm 081                                                            |      | Züchter: Yamaoka Hirokazu, Hosoi Katsutoshi | j, o                      |
| Kgm 082                                                            |      | Züchter: Nakamura Kosuke, Hosoi Katsutoshi | j, o                      |
| Kgm 091                                                            |      | Züchter: Ito Hirotaka, Hosoi Katsutoshi | j, o                      |
| Kgm 092                                                            |      | Züchter: Nakamura Kosuke, Hosoi Katsutoshi | j, o                      |
| Kgm 093                                                            |      | Züchter: Yoshida Miho, Nakamura Kosuke, Hosoi Katsutoshi | j, o                      |
| Kgm 101                                                            |      | Züchter: Nakamura Kosuke, Ito Hirotaka | j, o                      |
| Kgm 102                                                            |      | Züchter: Nakamura Kosuke, Ito Hirotaka | j, o                      |
| Kgm 103                                                            |      | Züchter: Asano Satoshi, Ito Hirotaka | j, o                      |
| Kgm 111                                                            |      | Züchter: Kinbara Junji, Ito Hirotaka, Ichikawa Masatoshi | j, o                      |
| Kgm 112                                                            |      | Züchter: Asano Satoshi, Ito Hirotaka | j, o                      |
| Kgm 121                                                            |      | Züchter: Nakamura Kosuke, Ito Hirotaka | j, o                      |
| Kgm 122                                                            |      | Züchter: Nakamura Kosuke, Ito Hirotaka | j, o                      |
| Kgm 123                                                            |      | Züchter: Ichikawa Masatoshi, Ito Hirotaka, Kinbara Junji | j, o                      |
| Kgm 124                                                            |      | Züchter: Ichikawa Masatoshi, Ito Hirotaka, Kinbara Junji | j, o                      |
| Kgm 125                                                            |      | Züchter: Asano Satoshi, Ito Hirotaka | j, o                      |
| Kgm 131                                                            |      | Züchter: Ichikawa Masatoshi, Ito Hirotaka, Kinbara Junji | j, o                      |
| Kgm 132                                                            |      | Züchter: Ichikawa Masatoshi, Ito Hirotaka, Kinbara Junji | j, o                      |
| Kgm 133                                                            |      | Züchter: Asano Satoshi, Nakamura Kosuke, Ito Hirotaka | j, o                      |
| Kgm 134                                                            |      | Züchter: Nakamura Kosuke, Ito Hirotaka | j, o                      |
| Kgm 141                                                            |      | Züchter: Ichikawa Masatoshi, Yamaoka Hirokazu, Ito Hirotaka | j, o                      |
| Kgm 142                                                            |      | Züchter: Ichikawa Masatoshi, Yamaoka Hirokazu | j, o                      |
| Kgm 151                                                            |      | Züchter: Nakajima Ryou, Asano Satoshi, Ito Hirotaka | j, o                      |
| Kgm 951                                                            |      | Züchter: Ito Hirotaka, Yamaoka Hirokazu, Yogo Katsumi | j, o                      |
| Kgm 952                                                            |      | Züchter: Nakata Kengo, Tsubura Hirokazu, Tanaka Hiroshi, Yogo Katsumi | j, o                      |
| Kgm 953                                                            |      | Züchter: Ito Hirotaka, Kishi Ayumu, Yogo Katsumi | j, o                      |
| Kgm 961                                                            |      | Züchter: Harada Satoshi, Tanaka Hiroshi, Hosoi Katsutoshi | j, o                      |
| Kgm 962                                                            |      | Züchter: Yamaoka Hirokazu, Hosoi Katsutoshi, Yogo Katsumi, Tsubura Hirokazu | j, o                      |
| Kgm 963                                                            |      | Züchter: Kagome Kabushiki Kaisha, Hosoi Katsutoshi, Yogo Katsumi | j, o                      |
| Kgm 971                                                            |      | Züchter: Ito Hirotaka, Kishi Ayumu, Tsubura Hirokazu | j, o                      |
| Kgm 972                                                            |      | Züchter: Nakata Kengo, Harada Satoshi, Tanaka Hiroshi, Yogo Katsumi, Tsubura Hirokazu | j, o                      |
| Kgm 973                                                            |      | Züchter: Yamaoka Hirokazu, Yogo Katsumi, Tanaka Hiroshi | j, o                      |
| Kgm 974                                                            |      | Züchter: Harada Satoshi, Tanaka Hiroshi, Yogo Katsumi | j, o                      |
| Kgm 981                                                            |      | Züchter: Ito Hirotaka, Yogo Katsumi | j, o                      |
| Kgm 982                                                            |      | Züchter: Ito Hirotaka, Yogo Katsumi | j, o                      |
| Kgm 991                                                            |      | Züchter: Harada Satoshi, Ito Hirotaka | j, o                      |
| Kgm 992                                                            |      | Züchter: Harada Satoshi, Ito Hirotaka | j, o                      |
| Kgm 993                                                            |      | Züchter: Ito Hirotaka, Yogo Katsumi | j, o                      |
| Kgm 994                                                            |      | Züchter: Ito Hirotaka, Yogo Katsumi | j, o                      |
| Khabarovsky                                                        |      | | g, h                      |
| Khabarovsky 308                                                    |      | | d                         |
| Khajpil 108                                                        |      | Züchter: Monsanto Holland Bv, Westeinde 161, 1601 Bm Enkhuizen, The Netherlands | j, o                      |
| Khalaj 344                                                         |      | Züchter: Ensa Zaden Beheer B.V., P.O. Box 7, 1600 Aa Enkhuizen, Haling 1, 1602 Db Enkhuizen, The Netherlands | j, o                      |
| Khaled                                                             |      | Züchter: Syngenta Seeds B.V. | j                         |
| Khalibu                                                            |      | Züchter: Nunhems B.V. | j, o                      |
| Khirhiv                                                            |      | | c, d                      |
| Khlebosolnyi                                                       |      | | d                         |
| Khlebosolnyi Rozovyi                                               |      | | d                         |
| Khlebosolnyj                                                       |      | Züchter: Kfkh Svetlana, 630132, G.Novosibirsk, Ul.Cheliuskintsev, D. 15, K. 32, Russia | j, o                      |
| Khokhloma                                                          |      | Züchter: Np Nii Ovoshchevodstva Zashchishchennogo Grunta, 107061, G.Moskva, Ul.Suvorovskaia, D. 32/34, Str. 2, Russia; Ooo Agrofirma Gavrish, 103287, G.Moskva, Ul.2Aia Khutorskaia, D. 11, Str. 1, Russia                                                                                                 | j, o                      |
| Khubal                                                             |      | Züchter: Pnos Przedsiebiorstwo Nasiennictwa Ogrodniczego I Szkolkarstwa 05 850 Ozarow Mazowiecki, Ul.Zeromskiego 3, Poland | j, o                      |
| Khurma                                                             |      | | d                         |
| Khurshid                                                           |      | | j                         |
| Kia (oder: Es 3110)                                                |      | | j                         |
| Kibic                                                              |      | Züchter: Plantico Hodowla I Nasiennictwo Ogrodnicze Golebiew Sp. Z O.O. | j                         |
| Kibit's Ukrainian                                                  |      | | c, d                      |
| Kibon                                                              |      | Züchter: Zeraim Gedera Ltd. | j, o                      |
| Kidhidhia                                                          |      | | g, h                      |
| Kienyeji                                                           |      | | g, h                      |
| Kierano                                                            |      | | j                         |
| Kiev                                                               |      | | c, d, e, g, h             |
| Kievlyanka                                                         |      | | d                         |
| Kiew (oder: Kiev)                                                  |      | | m                         |
| Kiewskij                                                           |      | | c                         |
| Kihui                                                              |      | Züchter: Yue Jun, Dong Haibo | j                         |
| Kika                                                               |      | | j, o                      |
| Kiki                                                               |      | | j                         |
| Kikka                                                              |      | Züchter: S&G Seeds B.V. | j                         |
| Kikko                                                              |      | Züchter: Isi Sementi Spa | j                         |
| Kikko Orange Yellow A 1 Go                                         |      | Züchter: Ishii Eiji, Sayama Haruki, Kudo Yasuo, Ichihara Eiji, Ishikura Harutomo, Yamaguchi Shuichi | j, o                      |
| Kikko Orange Yellow A 2 Go                                         |      | Züchter: Ishii Eiji, Sayama Haruki, Kudo Yasuo, Ichihara Eiji, Ishikura Harutomo, Yamaguchi Shuichi | j, o                      |
| Kikko Orange Yellow A 3 Go                                         |      | Züchter: Ishii Eiji, Sayama Haruki, Kudo Yasuo, Ichihara Eiji, Ishikura Harutomo, Yamaguchi Shuichi | j, o                      |
| Kiko                                                               |      | | j                         |
| Kikuyu                                                             |      | Züchter: Ramiro Arnedo, S.A. | j, o                      |
| Kilates                                                            |      | Züchter: Zeraim Gedera Ltd. | j, o                      |
| Kilele                                                             |      | Züchter: Syngenta Seeds B.V. | j                         |
| Kilimanjaro                                                        |      | Züchter: Multi Tohum San. Tic. A.S. | j, o                      |
| Kilio                                                              |      | Züchter: Clause - Tezier (Fr) | j                         |
| Kille No. 7                                                        |      | | c, d                      |
| Killer                                                             |      | Züchter: Syngenta Seeds B.V. | j, o                      |
| Kimares                                                            |      | | j                         |
| Kimberley                                                          |      | | d                         |
| Kimberlino                                                         |      | | j, o                      |
| Kimberly                                                           |      | | b, c, e, g, h, j, k, n    |
| Kimberton Hills Yellow                                             |      | | c, d                      |
| Kimera                                                             |      | Züchter: Eugen Seed S.R.L. | j                         |
| Kimi                                                               |      | Züchter: Gavrish Sergej Fedorovich, Morev Viktor Vasilievich, Amcheslavskaya Elena Valentinovna, Degovtsova Tatiyana Vladimirovna, Volok Olga Anatolievna, Artemieva Galina Mihajlovna, Redichkina Tatiyana Aleksandrovna                                                                                  | j, o                      |
| Kimia                                                              |      | | j                         |
| Kinali                                                             |      | | j                         |
| Kinda                                                              |      | Züchter: Gavrish Sergej Fedorovich, Morev Viktor Vasilievich, Amcheslavskaya Elena Valentinovna, Volok Olga Anatolievna, Gavrish Fedor Sergeevich, Nesterovich Arkadij Nikolaevich | j                         |
| Kinder                                                             |      | Züchter: Tarasov Yurij Dmitrievich | j                         |
| Kineshma                                                           |      | Züchter: Gavrish Sergej Fedorovich, Morev Viktor Vasilievich, Amcheslavskaya Elena Valentinovna, Volok Olga Anatolievna, Nesterovich Arkadij Nikolaevich | j                         |
| King                                                               |      | | g, h                      |
| King Creole                                                        |      | Züchter: Syngenta Crop Protection Ag | j, o                      |
| King Excel                                                         |      | | c, d                      |
| King Humbert                                                       |      | | d, e, g, h                |
| King Kong                                                          |      | Züchter: Rijk Zwaan Z.Z. B.V. | c, d, f, j, o             |
| King Kong Rz (oder: 61-061)                                        |      | | j                         |
| King Of Earlies                                                    |      | |                           |
| King Of Kings (oder: Korol Koroley)                                |      | | e                         |
| King Pineapple                                                     |      | | c, d                      |
| King Rock                                                          |      | | j, o                      |
| King Umberto                                                       |      | | d                         |
| King Yasin                                                         |      | | j                         |
| Kingley Cross                                                      |      | | j, o                      |
| Kingston                                                           |      | | j                         |
| Kinneret                                                           |      | Züchter: Nirit Seeds Ltd (Il) | j                         |
| Kinops                                                             |      | Züchter: Graines Gautier Sa (Fr) | j                         |
| Kioma                                                              |      | Züchter: Hort Seed Mediterrani, S.L | j                         |
| Kioto                                                              |      | Züchter: Gavrish Sergej Fedorovich, Kapustina Raisa Nikolaevna, Gladkov Dmitrij Sergeevich, Volkov Aleksandr Aleksandrovich, Semenova Anna Nikolaevna, Artemieva Galina Mihajlovna, Filimonova Yuliya Alekseevna                                                                                           | j                         |
| Kiowa                                                              |      | Züchter: Zeraim Gedera Ltd. | j                         |
| Kiparis                                                            |      | Züchter: Hm Clause Sa (Fr) | j, o                      |
| Kira                                                               |      | Züchter: Potapov Pavel Nikolaevich, Zizina Yana Fedorovna | j                         |
| Kirchei                                                            |      | | n                         |
| Kirdford Cross                                                     |      | | j, o                      |
| Kirena                                                             |      | Züchter: Tezier Sa (Fr) | j                         |
| Kiréna                                                             |      | | j                         |
| Kires                                                              |      | | j                         |
| Kirgistan                                                          |      | | c, n                      |
| Kirhiv                                                             |      | | e, g, h                   |
| Kirill                                                             |      | | j                         |
| Kiros                                                              |      | Züchter: Cirio Ricerche S.C.P.A. | j                         |
| Kirpili                                                            |      | Züchter: Gavrish Sergej Fedorovich, Morev Viktor Vasilievich, Amcheslavskaya Elena Valentinovna, Degovtsova Tatiyana Vladimirovna, Volok Olga Anatolievna, Gladkov Dmitrij Sergeevich | j                         |
| Kirschgroße Gelbe Traube                                           |      | | m                         |
| Kirschgroße Gelbe Trauben                                          |      | | c, d                      |
| Kirschtomate Pelikan                                               |      | Typ: Kirschtomate | f                         |
| Kirzhach                                                           |      | Züchter: Gavrish Sergej Fedorovich, Morev Viktor Vasilievich, Amcheslavskaya Elena Valentinovna, Volok Olga Anatolievna, Gavrish Fedor Sergeevich | j, o                      |
| Kisbugaci                                                          |      | | g, h                      |
| Kischinjew                                                         |      | | c                         |
| Kiselevsky                                                         |      | | d                         |
| Kisenze                                                            |      | | g, h                      |
| Kishinev                                                           |      | | d                         |
| Kisilewski                                                         |      | | c                         |
| Kismat                                                             |      | | j                         |
| Kispaola                                                           |      | | j                         |
| Kiss The Sky                                                       |      | | c, d                      |
| Kissggul                                                           |      | Züchter: Won, Dong-Chan, Lim, Byoung-Hwan | j, o                      |
| Kitaiskij Oksamitorij                                              |      | | c, d                      |
| Kitaiskij Rosovji                                                  |      | | c, d                      |
| Kitajskij Suvenir                                                  |      | Züchter: Hovrin Aleksandr Nikolaevich, Tereshonkova Tatiyana Arkadievna, Klimenko Nikolaj Nikolaevich, Kostenko Aleksandr Nikolaevich | j                         |
| Kiti                                                               |      | Züchter: Vilmorin Sa (Fr) | j                         |
| Kits Find                                                          |      | | c, d                      |
| Kiveli                                                             |      | Züchter: Monsanto Holland Bv (Nl) | j                         |
| Kiwi                                                               |      | | c, d, f                   |
| Kiymet                                                             |      | | j                         |
| Kizca                                                              |      | | j                         |
| Kizilbashi                                                         |      | | j                         |
| Kk 8701                                                            |      | | j                         |
| Kk 8703                                                            |      | | j                         |
| Kk 8704                                                            |      | | j                         |
| Kk 8711                                                            |      | | j                         |
| Kk 8805                                                            |      | | j                         |
| Kladex                                                             |      | | j, o                      |
| Klake Padite                                                       |      | | n                         |
| Klamer                                                             |      | Züchter: Isi Sementi Spa | j                         |
| Klapprotts Spitze Tomate                                           |      | | e                         |
| Klara                                                              |      | Züchter: S&G Seeds B.V. | c, d, j, o                |
| Klarans                                                            |      | | j                         |
| Klarapfel                                                          |      | | c                         |
| Klass                                                              |      | Züchter: Seminis Svs Holland, Nl | j                         |
| Klassik                                                            |      | | j                         |
| Klaxon                                                             |      | Züchter: Petoseed Co.Inc. | j, o                      |
| Klein Early                                                        |      | | c, d                      |
| Kleine Gelbe ohne Namen                                            |      | | n                         |
| Kleine Helllila                                                    |      | | c                         |
| Kleine Indische Tomate                                             |      | | n                         |
| Kleine Mohren                                                      |      | | n                         |
| Kleine Rosa                                                        |      | | n                         |
| Kleine Rote                                                        |      | | n                         |
| Kleine Rote Birne                                                  |      | | n                         |
| Kleine Schwarze Fleischtomate                                      |      | | c, m                      |
| Kleine Thai                                                        |      | | b, c, e, g, h             |
| Kleine Tomate (oder: Creli Pomidori)                               |      | | g, h                      |
| Kleiner Roter Fisch                                                |      | | n                         |
| Kleinfrüchtige Sarko Maria                                         |      | | g, h                      |
| Kleio                                                              |      | Züchter: Ak Quality Seeds | j                         |
| Kleoni                                                             |      | Züchter: Hollar Seed Co. | j                         |
| Kleopatra                                                          |      | Züchter: Avdeev Yurij Ivanovich, Kigashpaeva Olga Petrovna, Ivanova Lyudmila Mihajlovna, Avdeev Andrej Yurievich | c, e, g, h, j, n          |
| Klepa                                                              |      | Züchter: Nastenko Nataliya Viktorovna, Kachajnik Vladimir Georgievich, Gul'Kin Mihail Nikolaevich | j                         |
| Klimax                                                             |      | | j, o                      |
| Klint                                                              |      | Züchter: Instytut Ogrodnictwa | j                         |
| Klondajk                                                           |      | Züchter: Nastenko Nataliya Viktorovna, Kachajnik Vladimir Georgievich, Gul'Kin Mihail Nikolaevich | j                         |
| Klondajk Oranzhevyj                                                |      | Züchter: Nastenko Nataliya Viktorovna, Kachajnik Vladimir Georgievich, Gul'Kin Mihail Nikolaevich, Karmanova Olga Alekseevna | j                         |
| Klostertomate                                                      |      | | n                         |
| Kluscha                                                            |      | | c                         |
| Klusha                                                             |      | Züchter: Dederko Vladimir Nikolaevich, Postnikova Olga Valentinovna | d, j                      |
| Klymon                                                             |      | Züchter: Sakata Seed America Inc (Us) | j                         |
| Klyukva V Sahare                                                   |      | Züchter: Nastenko Nataliya Viktorovna, Kachajnik Vladimir Georgievich, Gul'Kin Mihail Nikolaevich | j                         |
| Km 1203                                                            |      | | o                         |
| Km 1210                                                            |      | Züchter: Syngenta Seeds B.V. | j                         |
| Km 5512                                                            |      | Züchter: Syngenta Seeds S.A, Espagne | j                         |
| Km 7212                                                            |      | Züchter: Syngenta Crop Protection Ag | j                         |
| Km 7410                                                            |      | Züchter: Syngenta Crop Protection Ag | j                         |
| Km 7411                                                            |      | Züchter: Syngenta Crop Protection Ag | j                         |
| Km 8034                                                            |      | Züchter: Syngenta Crop Protection Ag | j, o                      |
| Kmicic                                                             |      | Züchter: Przedsiebiorstwo Nasiennictwa Ogrodniczego I Szkolkarstwa Spolka Akcyjna W Upadlosci Likwidacyjnej | c, d, j, o                |
| Kn Rosy Vf                                                         |      | Züchter: Pelagagge Sergio | j                         |
| Kn Spring F1                                                       |      | Züchter: Pelagagge Sergio | j                         |
| Kniazhych F1                                                       |      | | j, o                      |
| Knikkertomaatjes                                                   |      | | c                         |
| Knjaginja                                                          |      | | c                         |
| Knjaz                                                              |      | Züchter: Institut Za Ratarstvo I Povrtarstvo, Novi Sad | c, d, j                   |
| Knopka                                                             |      | | c, d                      |
| Knox                                                               |      | | g, h                      |
| Knyaginya                                                          |      | Züchter: Dederko Vladimir Nikolaevich, Postnikova Olga Valentinovna | d, j                      |
| Knyaz                                                              |      | Züchter: Lukiyanenko Anatolij Nikitovich, Dubinin Sergej Vladimirovich, Dubinina Irina Nikolaevna | j                         |
| Knyazhna                                                           |      | Züchter: Andreeva Evgeniya Nikolaevna, Nazina Sofiya Luisovna, Ushakova Mariya Ivanovna | j                         |
| Koala                                                              |      | Züchter: H.S.Heinz Company | j                         |
| Kobe Beefsteak F1                                                  |      | | c, d                      |
| Kobold                                                             |      | | j                         |
| Kobsar                                                             |      | | c, d                      |
| Kobsar Tarasenko                                                   |      | | c                         |
| Kocaman                                                            |      | | j                         |
| Kohava                                                             |      | Züchter: Boaz Kaplan | j                         |
| Koit                                                               |      | Züchter: Valve Jaagus | c, g, h, j, k, o          |
| Kokanee Red                                                        |      | | c, d                      |
| Koker                                                              |      | | j                         |
| Koketka                                                            |      | Züchter: Kachajnik Vladimir Georgievich, Gul'Kin Mihail Nikolaevich, Karmanova Olga Alekseevna, Matyunina Svetlana Vladimirovna | j                         |
| Koko                                                               |      | | o                         |
| Kokò                                                               |      | Züchter: Blumen Group S.P.A | j                         |
| Kokostar                                                           |      | | j                         |
| Kokpit                                                             |      | | j                         |
| Koktejl                                                            |      | Züchter: Vinogradov Zosim Sergeevich, Tarasov Yurij Dmitrievich, Gubina Elena Viktorovna | j                         |
| Kokur                                                              |      | | g, h                      |
| Kolb                                                               |      | | c, d, f                   |
| Kolchosnaja Korolewa                                               |      | | c, d                      |
| Koleo                                                              |      | | j                         |
| Koliber                                                            |      | Züchter: Plantico Hodowla I Nasiennictwo Ogrodnicze Szymanow Sp. Z O.O. | j                         |
| Kolibri                                                            |      | Züchter: Farber Vladimir Vladimirovich, Smirnova Elena Anatolievna | j                         |
| Kolizej                                                            |      | Züchter: Myazina Lyubov' Anatolievna | j                         |
| Kollega                                                            |      | Züchter: Tarasenkov Ivan Illarionovich, Bekov Rustam Hizrievich, Maksimov Sergej Vasilievich, Kostenko Aleksandr Nikolaevich | j                         |
| Kolobok                                                            |      | Züchter: Bekov Rustam Hizrievich | g, h, j                   |
| Kolokola Rossii                                                    |      | Züchter: Zhidkova Valentina Andreevna, Mihed Valentina Stepanovna, Altuhov Yurij Petrovich, Arhipova Tatiyana Petrovna, Groshenko Aleksandr Petrovich, Zvyagintsev Valerij Kirilovich, Zhmenya Aleksej Alekseevich                                                                                         | j                         |
| Kolombina                                                          |      | Züchter: Zhidkova Valentina Andreevna, Mihed Valentina Stepanovna, Altuhov Yurij Petrovich, Arhipova Tatiyana Petrovna, Groshenko Aleksandr Petrovich, Zvyagintsev Valerij Kirilovich | j                         |
| Kolovyi                                                            |      | | d                         |
| Kolpasevec                                                         |      | | g, h                      |
| Kom                                                                |      | Züchter: Hristo Georgiev | j                         |
| Komanatje                                                          |      | | c                         |
| Kombat                                                             |      | Züchter: Fotev Yurij Valentinovich, Kotel'Nikova Marina Aleksandrovna, Kondakov Sergej Nikolaevich | j                         |
| Komeett                                                            |      | Züchter: Monsanto Holland Bv (Nl) | j                         |
| Kometa                                                             |      | Züchter: Farber Vladimir Vladimirovich, Smirnova Elena Anatolievna | j                         |
| Komfort                                                            |      | Züchter: Respublikanskoe Nauchno Proizvodstvennoe Dochernee, Unitarnoe Predpriiatie Institut Ovoshchevodstva, 220028, G.Minsk, Ul.Maiakovskogo, 127A, Belarus | j, o                      |
| Komissar                                                           |      | Züchter: Borisov Aleksandr Vladimirovich, Nalizhityj Vladimir Maksimovich, Skachko Vladislav Aleksandrovich, Zhemchugov Dmitrij Vyacheslavovich | j                         |
| Komnatnyj Syurpriz                                                 |      | Züchter: Gavrish Sergej Fedorovich, Kapustina Raisa Nikolaevna, Gladkov Dmitrij Sergeevich, Volkov Aleksandr Aleksandrovich, Semenova Anna Nikolaevna, Artemieva Galina Mihajlovna, Filimonova Yuliya Alekseevna, Redichkina Tatiyana Aleksandrovna                                                        | j                         |
| Komolix                                                            |      | | j                         |
| Komso                                                              |      | | j                         |
| Konak                                                              |      | | j                         |
| Konchita                                                           |      | Züchter: De Ruiter Seeds B.V., Leeuwenhoekweg 52, P.O. Box 1050, 2660 Bb, Bergschenhoek The Netherlands | j, o                      |
| Koncj                                                              |      | Züchter: Nieli Tommaso | j                         |
| Kondine Uzlabota                                                   |      | | j                         |
| Kondor                                                             |      | Züchter: Myazina Lyubov' Anatolievna | j                         |
| Kondratievskij                                                     |      | | g, h                      |
| Koneser                                                            |      | Züchter: Plantico Hodowla I Nasiennictwo Ogrodnicze Zielonki Sp. Z O.O. | j                         |
| Konia                                                              |      | | j                         |
| König Humbert                                                      |      | | c, e, g, h, n             |
| König Von Sibirien                                                 |      | | n                         |
| Königin                                                            |      | | c                         |
| Königin Der Frühen                                                 |      | | c, f, g, h, n             |
| Königin Der Nacht                                                  |      | | c                         |
| Königin Von Sainte Marthe                                          |      | | c, n                      |
| Königsberg                                                         |      | | c                         |
| Königseer Blaue                                                    |      | | c, n                      |
| Konkistador                                                        |      | | j                         |
| Konrad                                                             |      | | j                         |
| Konsa 2                                                            |      | | g, h                      |
| Konserva                                                           |      | | g, h                      |
| Konservatto                                                        |      | Züchter: Gavrish Sergej Fedorovich, Dmitrieva Anna Sergeevna, Kapustina Raisa Nikolaevna, Gladkov Dmitrij Sergeevich, Grushanin Aleksej Ivanovich, Volkov Aleksandr Aleksandrovich, Semenova Anna Nikolaevna, Artemieva Galina Mihajlovna, Filimonova Yuliya Alekseevna, Redichkina Tatiyana Aleksandrovna | j                         |
| Konservnyj Kievskij                                                |      | | g, h                      |
| Konsul                                                             |      | Züchter: Panchev Yurij Ivanovich | g, h, j                   |
| Kontac                                                             |      | Züchter: Seminis Inc. | j, o                      |
| Kontiki                                                            |      | | j                         |
| Konty                                                              |      | Züchter: Western Seed Company | j, o                      |
| Konus                                                              |      | | d                         |
| Konya                                                              |      | | j                         |
| Konya F1                                                           |      | | j                         |
| Kookaburra                                                         |      | Züchter: Nunhems B.V., Nunhems B.V. | j, o                      |
| Kookaburra Cackle                                                  |      | | d                         |
| Koostar                                                            |      | | j                         |
| Kootenai                                                           |      | | c, d, e, g, h             |
| Kopilka                                                            |      | Züchter: Nastenko Nataliya Viktorovna, Kachajnik Vladimir Georgievich, Gul'Kin Mihail Nikolaevich, Karmanova Olga Alekseevna | j                         |
| Kopnezh                                                            |      | Züchter: D. Ganeva, G. Pevicharova, I. Nikolova | j                         |
| Kora                                                               |      | Züchter: Plantico Hodowla I Nasiennictwo Ogrodnicze Golebiew Sp. Z O.O. | c, g, h, j                |
| Korado                                                             |      | Züchter: Meridiem Seeds, I | j                         |
| Korai Csemege                                                      |      | | g, h                      |
| Korai Nyar                                                         |      | | j                         |
| Koral                                                              |      | | g, h                      |
| Korala                                                             |      | | j                         |
| Koralik                                                            |      | Züchter: Instytut Ogrodnictwa \Przedsiebiorstwo Nasiennictwa Ogrodniczego I Szkolkarstwa W Ozarowie Mazowieckim Spolka Z O.O. | c, d, j, k, n, o          |
| Korall                                                             |      | Züchter: Andreeva Evgeniya Nikolaevna, Sysina Elena Artemievna, Nazina Sofiya Luisovna, Bogdanov Kirill Borisovich | c, d, g, h, j             |
| Korallovyj Rif                                                     |      | Züchter: Gorshkova Nina Sergeevna, Hovrin Aleksandr Nikolaevich, Tereshonkova Tatiyana Arkadievna, Kostenko Aleksandr Nikolaevich | j                         |
| Kordon                                                             |      | Züchter: Goryajnova Olga Dmitrievna, Novikov Boris Nikolaevich | j                         |
| Korean                                                             |      | | c, d                      |
| Korean Love                                                        |      | | c, d, e, g, h             |
| Korean Love Pink                                                   |      | | c, d                      |
| Korichnevaya Sliva                                                 |      | | d, f                      |
| Korichnevyi Sakhar                                                 |      | | d                         |
| Korino                                                             |      | Züchter: Tomatech R&D Israel L.T.D. | j, o                      |
| Korleone                                                           |      | | j                         |
| Kormoran                                                           |      | Züchter: Instytut Ogrodnictwa | j, o                      |
| Korneevskij                                                        |      | | g, h                      |
| Korneliya                                                          |      | Züchter: Tarasov Yurij Dmitrievich | j                         |
| Kornesevsije                                                       |      | | c, d, k                   |
| Kornet                                                             |      | Züchter: Motov Viktor Mihajlovich, Ostanina Olga Borisovna, Motova Margarita Viktorovna | j                         |
| Korney's Cross                                                     |      | | c, d                      |
| Korney's Jelly Bean                                                |      | | c, d                      |
| Kornilovskiy                                                       |      | | c, d                      |
| Korol                                                              |      | Züchter: Zhidkova Valentina Andreevna, Mihed Valentina Stepanovna, Altuhov Yurij Petrovich | j                         |
| Korol Gigantow                                                     |      | | c, d                      |
| Korol King II                                                      |      | | c, d                      |
| Korol Koroley                                                      |      | | c                         |
| Korol London                                                       |      | | c, d                      |
| Korol Rannich                                                      |      | | c, d                      |
| Korol Rynka VII                                                    |      | Züchter: Korochkin Vladislav Leontievich | j                         |
| Korol Sibiri                                                       |      | | c, d                      |
| Korol Sibiri Oranzhevji                                            |      | | c, d                      |
| Koroleva (oder: Korolewa)                                          |      | | c, d                      |
| Koroleva Krasoty                                                   |      | Züchter: Myazina Lyubov' Anatolievna | j                         |
| Koroleva Margo                                                     |      | Züchter: Ignatova Svetlana Ilyinichna, Gorshkova Nina Sergeevna, Tereshonkova Tatiyana Arkadievna | j                         |
| Korolevich                                                         |      | Züchter: Kudryavtseva Galina Aleksandrovna, Fotev Yurij Valentinovich, Altunina Lyubov' Petrovna, Kotel'Nikova Marina Aleksandrovna, Kondakov Sergej Nikolaevich | j                         |
| Korolevskij                                                        |      | Züchter: Avdeev Yurij Ivanovich, Ivanova Lyudmila Mihajlovna, Avdeev Andrej Yurievich | j                         |
| Korolevskij Podarok                                                |      | Züchter: Kachajnik Vladimir Georgievich, Gul'Kin Mihail Nikolaevich, Karmanova Olga Alekseevna, Matyunina Svetlana Vladimirovna | j                         |
| Korolevskoe Zoloto                                                 |      | Züchter: Hovrin Aleksandr Nikolaevich, Tereshonkova Tatiyana Arkadievna, Klimenko Nikolaj Nikolaevich, Kostenko Aleksandr Nikolaevich | j                         |
| Korolewa Elizaweta                                                 |      | | c                         |
| Korona                                                             |      | Züchter: Cent. Za Povrtar. Sp (Yu) | j, o                      |
| Korrida                                                            |      | Züchter: Ognev Valerij Vladimirovich, Maksimov Sergej Vasilievich, Klimenko Nikolaj Nikolaevich, Kostenko Aleksandr Nikolaevich | c, j                      |
| Korrogo                                                            |      | | c, d, n                   |
| Korrogo Du Sénégal                                                 |      | | d                         |
| Korsar (oder: Corsaire, Corsar. Corsaro)                           |      | Züchter: Les Graines Caillard Sa (Fr) | j                         |
| Korsarz                                                            |      | Züchter: Plantico Hodowla I Nasiennictwo Ogrodnicze Golebiew Sp. Z O.O. | j                         |
| Korschun Ogromnji                                                  |      | | c, d                      |
| Korvinus                                                           |      | | j                         |
| Korykos                                                            |      | | j                         |
| Kos                                                                |      | Züchter: Zakład Ogrodniczy Przyborów Sp. Z O.O. | j                         |
| Kosaco                                                             |      | Züchter: Zeraim Gedera Ltd. | j, o                      |
| Kosar                                                              |      | Züchter: Avdeev Yurij Ivanovich, Kigashpaeva Olga Petrovna, Ivanova Lyudmila Mihajlovna, Avdeev Andrej Yurievich | j                         |
| Koshino Ruby                                                       |      | Züchter: Nasuda Kazuhiko, Mori Yoshio, Oshiro Shizuka, Katsuta Hideo | j, o                      |
| Koshino Ruby Delicious                                             |      | Züchter: Nomura Yukio, Okuda Toshio, Tayasu Takuma, Saito Minoru, Kato Kumi, Hatanaka Yasutaka, Sato Nobuhito | j                         |
| Koshino Ruby Excellent                                             |      | Züchter: Nomura Yukio, Okuda Toshio, Tayasu Takuma, Saito Minoru, Kato Kumi, Hatanaka Yasutaka, Sato Nobuhito | j                         |
| Koshino Ruby Sayaka                                                |      | Züchter: Nomura Yukio, Okuda Toshio, Tayasu Takuma, Saito Minoru, Kato Kumi, Hatanaka Yasutaka, Sato Nobuhito | j, o                      |
| Koshino Ruby Urara                                                 |      | Züchter: Nomura Yukio, Okuda Toshio, Tayasu Takuma, Saito Minoru, Kato Kumi, Hatanaka Yasutaka, ?Sato Nobuhito | j, o                      |
| Kosmonaut Wolkow (oder: Cosmonaut Volkov)                          |      | | c, d, f                   |
| Kosmonaut Wolkow Rot (oder: Cosmonaut Volkov Red)                  |      | | d, g, h                   |
| Kosmos                                                             |      | Züchter: Ignatova Svetlana Ilyinichna, Gorshkova Nina Sergeevna, Tereshonkova Tatiyana Arkadievna | j                         |
| Kosovo                                                             |      | | c, d, e, f, g, h, n       |
| Kostibel                                                           |      | Züchter: Rijk Zwaan Zaadteelt En Zaadhandel B.V. | j, o                      |
| Kostroma                                                           |      | Züchter: Gavrish Sergej Fedorovich, Morev Viktor Vasilievich, Amcheslavskaya Elena Valentinovna | j, o                      |
| Kotlas (oder: Sprint)                                              |      | | c, d, e, g, h             |
| Kotofeich                                                          |      | Züchter: Tarasov Yurij Dmitrievich | j                         |
| Kotom                                                              |      | | g, h                      |
| Koty Rn                                                            |      | | j                         |
| Kouchmovka                                                         |      | | g, h                      |
| Koyi                                                               |      | | j                         |
| Köylü Güzeli                                                       |      | | j                         |
| Közeperesú Selektion                                               |      | | c                         |
| Kozula 124                                                         |      | | e                         |
| Kozula 125 (oder: Czarna Zebra Malinowa Duza)                      |      | | c, e, f                   |
| Kozula 126 Black Mud                                               |      | | c                         |
| Kozula 126 Czarny Lagodny                                          |      | | d                         |
| Kozula 127                                                         |      | | c, f                      |
| Kozula 128                                                         |      | | c, f                      |
| Kozula 128 Fiolet Ciemny                                           |      | | d                         |
| Kozula 129 (oder: Czarny Twardy)                                   |      | | c, d, e                   |
| Kozula 130 Fiolet Zebra Ciemna                                     |      | | c, d                      |
| Kozula 132                                                         |      | | c, f                      |
| Kozula 132 Zielone                                                 |      | | d                         |
| Kozula 133                                                         |      | | e, f                      |
| Kozula 136                                                         |      | | c                         |
| Kozula 138                                                         |      | | c                         |
| Kozula 138 Malinowa Zebra                                          |      | | d                         |
| Kozula 139 Striped Green                                           |      | | c                         |
| Kozula 139 Zielona Zebra                                           |      | | d                         |
| Kozula 14 Megagron                                                 |      | | c                         |
| Kozula 179                                                         |      | | e                         |
| Kozula 18                                                          |      | | c                         |
| Kozula 18 Gelbe Pflaume (oder: Kozula 18 Zólta Sliwka)             |      | | d                         |
| Kozula 18 Yellow                                                   |      | | c                         |
| Kozula 24                                                          |      | | e                         |
| Kozula 37                                                          |      | | e                         |
| Kozyr                                                              |      | Züchter: Kachajnik Vladimir Georgievich, Golovko Galina Vladimirovna, Gul'Kin Mihail Nikolaevich, Karmanova Olga Alekseevna | j                         |
| Krajnij Sever (oder: Krainij Sewer)                                |      | Züchter: Kononov Aleksandr Nikolaevich, Krasnikov Leonid Georgievich | c, d, j                   |
| Krakovyak                                                          |      | Züchter: Gavrish Sergej Fedorovich, Morev Viktor Vasilievich, Amcheslavskaya Elena Valentinovna, Volok Olga Anatolievna | j                         |
| Krakow Early                                                       |      | | c, d                      |
| Krakowskie Wczesne                                                 |      | | g, h                      |
| Krakus                                                             |      | Züchter: Krakowska Hodowla I Nasiennictwo Ogrodnicze Polan Sp. Z O.O. | c, d, g, h, j             |
| Kramer's Coeur De Boeuf                                            |      | | c                         |
| Kramer's Red Plum                                                  |      | | c                         |
| Kramers Pruneshaped                                                |      | | n                         |
| Krasa Gryadki                                                      |      | Züchter: Lukiyanenko Anatolij Nikitovich, Dubinin Sergej Vladimirovich, Dubinina Irina Nikolaevna | j                         |
| Krasa Rossii                                                       |      | Züchter: Vinogradov Zosim Sergeevich, Stolpnikova Tamara Vladimirovna, Kuznetsova Olga Aleksandrovna | j                         |
| Krasa Sibiri                                                       |      | Züchter: Ognev Valerij Vladimirovich, Hovrin Aleksandr Nikolaevich, Maksimov Sergej Vasilievich, Tereshonkova Tatiyana Arkadievna | j                         |
| Krasavchik                                                         |      | Züchter: Andreeva Evgeniya Nikolaevna, Nazina Sofiya Luisovna, Ushakova Mariya Ivanovna, Andreeva Anzhelika Nikolaevna | j                         |
| Krasavets                                                          |      | Züchter: Kozak Vladimir Ivanovich, Meshkov Aleksej Viktorovich, Pustovalova Svetlana Valentinovna, Terehova Vera Ivanovna, Myagkova Marina Aleksandrovna | j                         |
| Krasavets Myasistyj                                                |      | Züchter: Lukiyanenko Anatolij Nikitovich, Dubinin Sergej Vladimirovich, Dubinina Irina Nikolaevna | j                         |
| Krasavica Lotaringii                                               |      | | g, h                      |
| Krasavitsa Moskvy                                                  |      | Züchter: Lukiyanenko Anatolij Nikitovich, Dubinin Sergej Vladimirovich, Dubinina Irina Nikolaevna | j                         |
| Krasivy (oder: Krasiviy. Krasivyi)                                 |      | Züchter: Yuksel Seeds Ltd. | j                         |
| Krasna Strila F1                                                   |      | | j, o                      |
| Krasnaia Strela                                                    |      | | o                         |
| Krasnal                                                            |      | Züchter: Plantico Hodowla I Nasiennictwo Ogrodnicze Swietoslaw Sp. Z O.O. | j                         |
| Krasnaya Grozd                                                     |      | Züchter: Nalizhityj Vladimir Maksimovich, Kochkin Aleksandr Viktorovich, Nasrullaev Niyazi Mehieddin, Zotov Mihail Vladimirovich | j                         |
| Krasnaya Kometa                                                    |      | Züchter: Ignatova Svetlana Ilyinichna, Gorshkova Nina Sergeevna, Tereshonkova Tatiyana Arkadievna | j                         |
| Krasnaya Polyana                                                   |      | Züchter: Nastenko Nataliya Viktorovna, Kachajnik Vladimir Georgievich, Kandoba Aleksej Viktorovich | j                         |
| Krasnaya Presnya                                                   |      | Züchter: Gavrish Sergej Fedorovich, Morev Viktor Vasilievich, Amcheslavskaya Elena Valentinovna, Volok Olga Anatolievna | j                         |
| Krasnaya Rossyp                                                    |      | Züchter: Hovrin Aleksandr Nikolaevich, Tereshonkova Tatiyana Arkadievna, Klimenko Nikolaj Nikolaevich, Kostenko Aleksandr Nikolaevich | j                         |
| Krasnaya Shapochka                                                 |      | Züchter: Maksimov Sergej Vasilievich, Klimenko Nikolaj Nikolaevich, Sergeev Vladimir Valerievich | j                         |
| Krasnaya Sosul'Ka                                                  |      | Züchter: Nastenko Nataliya Viktorovna, Kachajnik Vladimir Georgievich, Gul'Kin Mihail Nikolaevich, Karmanova Olga Alekseevna | j                         |
| Krasnaya Strela (oder: Krasnaia Strela)                            |      | Züchter: Ignatova Svetlana Ilyinichna, Gorshkova Nina Sergeevna, Moskvicheva Vera Timofeevna, Kvasnikov Boris Vasilievich | j                         |
| Krasnaya Strela Plyus                                              |      | Züchter: Ignatova Svetlana Ilyinichna, Gorshkova Nina Sergeevna, Tereshonkova Tatiyana Arkadievna | j                         |
| Krasnaya Zarya                                                     |      | Züchter: Panchev Yurij Ivanovich, Panchev Yurij Yurievich, Tarasov Yurij Dmitrievich | j                         |
| Krasnij Groschi                                                    |      | | c                         |
| Krasno Solnyshko                                                   |      | Züchter: Dubinin Sergej Vladimirovich, Kirillov Mihail Ivanovich | j                         |
| Krasnobaj                                                          |      | Züchter: Gavrish Sergej Fedorovich, Morev Viktor Vasilievich, Amcheslavskaya Elena Valentinovna, Volok Olga Anatolievna, Nesterovich Arkadij Nikolaevich | j                         |
| Krasnodar Titans (oder: Krasnodor Titans)                          |      | | c, d                      |
| Krasnodarec                                                        |      | | g, h                      |
| Krasnodarie                                                        |      | Züchter: Tarasenkov Ivan Illarionovich, Bekov Rustam Hizrievich | j                         |
| Krasnodarskij Malinovyj                                            |      | Züchter: Bekov Rustam Hizrievich, Grushanin Aleksej Ivanovich, But Nataliya Nikolaevna | j                         |
| Krasnodon                                                          |      | Züchter: Ognev Valerij Vladimirovich, Tereshonkova Tatiyana Arkadievna, Klimenko Nikolaj Nikolaevich, Chernova Tatiyana Viktorovna | j                         |
| Krasnoe Chudo                                                      |      | Züchter: Avdeev Yurij Ivanovich, Kigashpaeva Olga Petrovna, Ivanova Lyudmila Mihajlovna, Avdeev Andrej Yurievich | j                         |
| Krasnoe More                                                       |      | Züchter: Kachajnik Vladimir Georgievich, Gul'Kin Mihail Nikolaevich, Karmanova Olga Alekseevna, Matyunina Svetlana Vladimirovna | j                         |
| Krasnogorskij                                                      |      | Züchter: Gavrish Sergej Fedorovich, Morev Viktor Vasilievich, Amcheslavskaya Elena Valentinovna, Volok Olga Anatolievna | j                         |
| Krasnogvardeets                                                    |      | Züchter: Fotev Yurij Valentinovich, Kotel'Nikova Marina Aleksandrovna, Kondakov Sergej Nikolaevich | j                         |
| Krasnojarskij Rannij                                               |      | | g, h                      |
| Krasnoznamennyj                                                    |      | | g, h                      |
| Krasny Milo                                                        |      | | c                         |
| Krasnye Busy                                                       |      | Züchter: Kachajnik Vladimir Georgievich, Gul'Kin Mihail Nikolaevich, Karmanova Olga Alekseevna, Matyunina Svetlana Vladimirovna | j                         |
| Krasnye Gryozy                                                     |      | | d                         |
| Krasnye Shchechki                                                  |      | Züchter: Nastenko Nataliya Viktorovna, Kachajnik Vladimir Georgievich, Gul'Kin Mihail Nikolaevich | j                         |
| Krasnyj Buton                                                      |      | Züchter: Nastenko Nataliya Viktorovna, Kachajnik Vladimir Georgievich, Gul'Kin Mihail Nikolaevich | j                         |
| Krasnyj Chempion                                                   |      | Züchter: Avdeev Yurij Ivanovich, Kigashpaeva Olga Petrovna, Ivanova Lyudmila Mihajlovna, Avdeev Andrej Yurievich | j                         |
| Krasnyj Dar                                                        |      | | g, h                      |
| Krasnyj Globus                                                     |      | Züchter: Avdeev Yurij Ivanovich | j                         |
| Krasnyj Klyk                                                       |      | Züchter: Myazina Lyubov' Anatolievna, Kudryavtseva Elizaveta Romanovna | j                         |
| Krasnyj Kupol                                                      |      | Züchter: Kudryashov Andrej Vasilievich | j                         |
| Krasnyj Luch                                                       |      | Züchter: Ignatova Svetlana Ilyinichna, Gorshkova Nina Sergeevna, Tereshonkova Tatiyana Arkadievna | j                         |
| Krasnyj Petuh                                                      |      | Züchter: Gavrish Sergej Fedorovich, Morev Viktor Vasilievich, Amcheslavskaya Elena Valentinovna, Degovtsova Tatiyana Vladimirovna, Volok Olga Anatolievna, Artemieva Galina Mihajlovna, Redichkina Tatiyana Aleksandrovna                                                                                  | j                         |
| Krasnyj Velikan (oder: Red Giant. Krasnyi Velikan. Krasnyi Gigant) |      | Züchter: Lukiyanenko Anatolij Nikitovich, Dubinin Sergej Vladimirovich, Dubinina Irina Nikolaevna | c, d, g, h, j             |
| Krasotka                                                           |      | Züchter: Mashtakov Aleksej Alekseevich, Mashtakova Anna Harlampievna, Dubinin Sergej Vladimirovich, Mashtakov Nikolaj Alekseevich | j, o                      |
| Kremlevskij                                                        |      | Züchter: Kachajnik Vladimir Georgievich, Chernaya Viktoriya Viktorovna, Kandoba Aleksej Viktorovich | j                         |
| Kremlin Chiming Clock                                              |      | | c, d, g, h                |
| Kremser Perle                                                      |      | Züchter: AUSTROSAAT. Österreichische Samenzucht- u. Handels-Aktiengesellschaft | c, e, g, h, j             |
| Kreos                                                              |      | Züchter: Zeraim Gedera Ltd (Il) | j                         |
| Krepkij Oreshek                                                    |      | Züchter: Sysina Elena Artemievna, Borisov Aleksandr Vladimirovich, Krylov Oleg Nikolaevich, Skachko Vladislav Aleksandrovich, Bartajya Vera Vladimirovna | j                         |
| Krepysh                                                            |      | | j                         |
| Kreta-Fleischtomate                                                |      | | c                         |
| Kreta-Tomate Gelb-Orange                                           |      | | c                         |
| Kretadiättomate (oder: Ledersackartige Rosafarbene Aus Kreta)      |      | | c, n                      |
| Kretano                                                            |      | | j                         |
| Kretatomate Karmesinrot                                            |      | | n                         |
| Krezus                                                             |      | Züchter: Plantico Hodowla I Nasiennictwo Ogrodnicze Zielonki Sp. Z O.O. | j                         |
| Kriechender Zwerg                                                  |      | | n                         |
| Krim                                                               |      | | c, j                      |
| Kripton                                                            |      | Züchter: Clause Semences Sa (Fr) | j                         |
| Kristall                                                           |      | | j                         |
| Kristi                                                             |      | Züchter: H. Daskalov, H. Georgiev | j                         |
| Kristi F1                                                          |      | | g, h                      |
| Kristin                                                            |      | Züchter: Vinatoru Costel | j                         |
| Kristina                                                           |      | Züchter: Nastenko Nataliya Viktorovna, Kachajnik Vladimir Georgievich, Gul'Kin Mihail Nikolaevich | j                         |
| Kristina Vatcheva                                                  |      | | c, d                      |
| Kristinica                                                         |      | Züchter: Vinatoru Costel | j                         |
| Kristy 47                                                          |      | | j                         |
| Krivyanochka                                                       |      | Züchter: Gavrish Sergej Fedorovich, Morev Viktor Vasilievich, Amcheslavskaya Elena Valentinovna, Degovtsova Tatiyana Vladimirovna, Volok Olga Anatolievna, Korol Valentin Grigorievich, Vasilieva Margarita Yurievna                                                                                       | j                         |
| Krivyanskij                                                        |      | Züchter: Panchev Yurij Ivanovich | j                         |
| Krizia                                                             |      | Züchter: Sunseeds Ltd | j                         |
| Krn 2011                                                           |      | Züchter: Yamamoto Koji, Matsuo Manabu, Mashiko Tomihiko, Teramura Koji | j, o                      |
| Kroatische Fleischtomate                                           |      | | c, e, g, h                |
| Kroatische Walze                                                   |      | | c                         |
| Kroatisches Herz                                                   |      | | e                         |
| Kroatisches Ochsenherz                                             |      | | c                         |
| Krog Roma                                                          |      | | c, d                      |
| Krokha                                                             |      | Züchter: Respublikanskoe Nauchno Proizvodstvennoe Dochernee, Unitarnoe Predpriiatie Institut Ovoshchevodstva, 220028, G.Minsk, Ul.Maiakovskogo, 127A, Belarus | j, o                      |
| Kronekamp                                                          |      | | g, h                      |
| Kronos                                                             |      | | j                         |
| Kronosty                                                           |      | | j, o                      |
| Kronprinz (oder: Kron-Prince. Kronprints)                          |      | Züchter: Myazina Lyubov' Anatolievna | c, d, j                   |
| Kroshechka-Havroshechka                                            |      | Züchter: Myazina Lyubov' Anatolievna, Kudryavtseva Elizaveta Romanovna | j                         |
| Kroska Pink Bulgarian                                              |      | | c, d, e                   |
| Kross 525                                                          |      | | g, h                      |
| Krovavaya Me'Ri                                                    |      | Züchter: Gavrish Sergej Fedorovich, Morev Viktor Vasilievich, Amcheslavskaya Elena Valentinovna, Degovtsova Tatiyana Vladimirovna, Volok Olga Anatolievna | j                         |
| Kruger                                                             |      | Züchter: Syngenta Crop Protection Ag | j                         |
| Krupen Gladlok                                                     |      | | c, d                      |
| Krupnaja Sliwka                                                    |      | | c, d                      |
| Krupnoplodnyj 178                                                  |      | | g, h                      |
| Krupnyj Tomskij Rozovyj                                            |      | | g, h                      |
| Krylatyj                                                           |      | Züchter: Maksimov Sergej Vasilievich, Tereshonkova Tatiyana Arkadievna, Kostenko Aleksandr Nikolaevich | j                         |
| Krymchanin                                                         |      | Züchter: Gavrish Sergej Fedorovich, Morev Viktor Vasilievich, Amcheslavskaya Elena Valentinovna, Volok Olga Anatolievna, Gladkov Dmitrij Sergeevich, Vasilieva Margarita Yurievna | j                         |
| Krymskaya Roza                                                     |      | Züchter: Andreeva Evgeniya Nikolaevna, Nazina Sofiya Luisovna, Ushakova Mariya Ivanovna | j                         |
| Krymskij Chernyj                                                   |      | Züchter: Tarasov Yurij Dmitrievich | j                         |
| Krypnyi Rozovyi                                                    |      | | c                         |
| Krystal (oder: Krystaal)                                           |      | | j                         |
| Kryzhachok                                                         |      | Züchter: Uo Belorusskaia Gosudarstvennaia Selskokhoziajstvennaia Akademiia, 213410, Mogilevskaia Obl., G.Gorki, Ul.Michurina, 5, Belarus; Uo Polesskij Gosudarstvennyj Universitet 225710, G.Pinsk, Ul.Dneprovskoj Flotilii, D. 23, Belarus                                                                | j, o                      |
| Kseniya                                                            |      | Züchter: Panchev Yurij Ivanovich | j                         |
| Ksyusha                                                            |      | Züchter: Lukiyanenko Anatolij Nikitovich, Dubinin Sergej Vladimirovich, Dubinina Irina Nikolaevna | j                         |
| Ktima                                                              |      | | j                         |
| Kuality Mt6034                                                     |      | | j                         |
| Kuba                                                               |      | Züchter: Gospodarstwo Doswiadczalne Z.W. Kowalczykowie | c, e, g, h, j, m          |
| Kuban                                                              |      | Züchter: Tarasenkov Ivan Illarionovich, Bekov Rustam Hizrievich | g, h, j                   |
| Kubanets                                                           |      | Züchter: Alekseev Yurij Borisovich, Alekseev Yaroslav Yurievich | j                         |
| Kubanochka                                                         |      | Züchter: Gavrish Sergej Fedorovich, Morev Viktor Vasilievich, Amcheslavskaya Elena Valentinovna, Volok Olga Anatolievna | j                         |
| Kubanskie Kazaki                                                   |      | Züchter: Tarasenkov Ivan Illarionovich, Bekov Rustam Hizrievich, Gish Ruslan Ajdamirovich, Sanina Olga Garievna, Krutov Aleksandr Sergeevich | j                         |
| Kubi                                                               |      | | j                         |
| Kubinska Ruzha                                                     |      | | c, d                      |
| Kubok Moldovi                                                      |      | | j, o                      |
| Kubyshka                                                           |      | Züchter: Gubko Valentina Nikolaevna, Zalivakina Valentina Fedorovna, Orlova Elena Arnol'Dovna, Salmina Irina Semenovna, Chernovolova Olga Alekseevna | j                         |
| Kudesnik                                                           |      | Züchter: Myazina Lyubov' Anatolievna | j                         |
| Kudret                                                             |      | Züchter: Multi Tohum San. Tic. A.S. | j, o                      |
| Kudret 9 T 3473                                                    |      | | j                         |
| Kujawski                                                           |      | Züchter: Plantico Hodowla I Nasiennictwo Ogrodnicze Swietoslaw Sp. Z O.O. | j                         |
| Kukla                                                              |      | Züchter: Dubinin Sergej Vladimirovich, Kirillov Mihail Ivanovich, Dubinina Irina Nikolaevna | j, o                      |
| Kukla Dasha                                                        |      | Züchter: Lukiyanenko Anatolij Nikitovich, Dubinin Sergej Vladimirovich, Dubinina Irina Nikolaevna | j                         |
| Kukla Masha                                                        |      | Züchter: Lukiyanenko Anatolij Nikitovich, Dubinin Sergej Vladimirovich, Dubinina Irina Nikolaevna | j                         |
| Kukla's Portuguese Beefsteak                                       |      | | c, d, e                   |
| Kukla's Portuguese Heart                                           |      | | c, d, e                   |
| Kukla's Portuguese Paste                                           |      | | d                         |
| Kuky                                                               |      | | j                         |
| Kulinar                                                            |      | Züchter: Selekcijos Ir Seklininkystes Firma „Manul“ | j, o                      |
| Kulon                                                              |      | Züchter: Sycheva Svetlana Vasilievna, Buharov Aleksandr Fedorovich, Buharova Al'Mira Rahmetovna, Solomatin Mihail Ivanovich | j                         |
| Kumanek                                                            |      | Züchter: Tarasov Yurij Dmitrievich | j                         |
| Kumato (oder: Rosso Bruno)                                         |      | Hybridzüchtung. Züchter: Syngenta | a, c, d, f                |
| Kumato Mini (oder: Barby)                                          |      | | f                         |
| Kumir                                                              |      | Züchter: Andreeva Evgeniya Nikolaevna, Nazina Sofiya Luisovna, Ushakova Mariya Ivanovna, Oktyabr'Skaya Tatiyana Anatolievna | j                         |
| Kumushka                                                           |      | Züchter: Andreeva Evgeniya Nikolaevna, Nazina Sofiya Luisovna, Ushakova Mariya Ivanovna, Andreeva Anzhelika Nikolaevna | j                         |
| Kunero                                                             |      | Züchter: De Ruiter Seeds B.V., Leeuwenhoekweg 52, P.O. Box 1050, 2660 Bb, Bergschenhoek The Netherlands | j, o                      |
| Kupa                                                               |      | | j                         |
| Kupchiha                                                           |      | Züchter: Lukiyanenko Anatolij Nikitovich, Dubinin Sergej Vladimirovich, Dubinina Irina Nikolaevna | j                         |
| Kupets                                                             |      | Züchter: Motov Viktor Mihajlovich | j                         |
| Kupets-Molodets                                                    |      | Züchter: Kachajnik Vladimir Georgievich, Gul'Kin Mihail Nikolaevich, Karmanova Olga Alekseevna, Matyunina Svetlana Vladimirovna | j                         |
| Kupidon                                                            |      | Züchter: Dubinin Sergej Vladimirovich, Kirillov Mihail Ivanovich | j, o                      |
| Kuplet                                                             |      | Züchter: Mashtakov Aleksej Alekseevich, Mashtakova Anna Harlampievna, Dubinin Sergej Vladimirovich, Mashtakov Nikolaj Alekseevich | j                         |
| Kürbistomate (oder: Pumpkin)                                       |      | | c, d, e                   |
| Kuria                                                              |      | | j                         |
| Kurnosik                                                           |      | Züchter: Gavrish Sergej Fedorovich, Kapustina Raisa Nikolaevna, Gladkov Dmitrij Sergeevich, Volkov Aleksandr Aleksandrovich, Semenova Anna Nikolaevna, Artemieva Galina Mihajlovna, Filimonova Yuliya Alekseevna, Redichkina Tatiyana Aleksandrovna                                                        | j                         |
| Kurshevel                                                          |      | Züchter: Gavrish Sergej Fedorovich, Morev Viktor Vasilievich, Amcheslavskaya Elena Valentinovna, Degovtsova Tatiyana Vladimirovna, Volok Olga Anatolievna | j                         |
| Kurt                                                               |      | | c, d                      |
| Kurtino                                                            |      | Züchter: Monsanto Vegetable Ip Management B.V. | j, o                      |
| Kurume 101 Go                                                      |      | Züchter: Sugahara Hiroyuki, Matsuo Seisuke, Kouyama Toshikazu, Ishiuchi Denji, Iwanaga Yoshihiro, Sugiyama Keita, Yoshida Tatemi | j, o                      |
| Kurume Pink                                                        |      | Züchter: Matsuo Seisuke, Kamiyama Toshikazu, Ishiuchi Denji, Sugahara Hiroyuki | j, o                      |
| Küsnachter Tomate                                                  |      | | c                         |
| Küstengold                                                         |      | | c, d                      |
| Kutuzov                                                            |      | Züchter: Nastenko Nataliya Viktorovna, Kachajnik Vladimir Georgievich, Kandoba Aleksej Viktorovich | j                         |
| Kuzey Köy                                                          |      | | j                         |
| Kuzya                                                              |      | Züchter: Andreeva Evgeniya Nikolaevna, Sysina Elena Artemievna, Nazina Sofiya Luisovna, Bogdanov Kirill Borisovich | j                         |
| Kvitka                                                             |      | Züchter: Zhidkova Valentina Andreevna, Mihed Valentina Stepanovna, Glavinich Ruzhitsa Dushanovna, Toropkina Mariya Nikolaevna | j                         |
| Kwand Hsi Hung Shih                                                |      | | c, d                      |
| Kwintella                                                          |      | Züchter: Hazera Seeds Ltd. | j, o                      |
| Ky1                                                                |      | | c, d                      |
| Kybele                                                             |      | | j                         |
| Kyler                                                              |      | | j                         |
| Kylian                                                             |      | | j                         |
| Kyndia                                                             |      | Züchter: Vilmorin Sa (Fr) | c, j                      |
| Kyrbi                                                              |      | Züchter: Syngenta Seeds B.V. | j, o                      |
| Kyurichukanbohonno 7 Go                                            |      | Züchter: Ito Kimio, Uemura Shoji, Mochizuki Tatsuya, Ishiuchi Denji, Kanno Tsuguo | j                         |
| Kyurichukanbohonno 8 Go                                            |      | Züchter: Ito Kimio, Uemura Shoji, Ishiuchi Denji, Kanno Tsuguo, Mochizuki Tatsuya, Yoshikawa Hiroaki, Monma Shinji | j                         |